# Gelastocoridae
Gelastocoridae is een familie van wantsen. De familie werd voor het eerst wetenschappelijk beschreven door George Willis Kirkaldy in 1897.

## Uiterlijk
De gedrongen wantsen kunnen tussen de 6 en 15 mm groot worden. Ze hebben grote uitstekende ogen waarmee ze goed hun prooi kunnen waarnemen. Vaak hebben ze een goede schutkleur en een aantal soorten kan zijn kleur aanpassen aan zijn leefomgeving. In het Engels wordt deze familie wel eens aangeduid met de naam "toad bugs" (paddenwantsen). Niet omdat ze een relatie hebben met padden maar omdat ze bolle ogen hebben en een aantal soorten er uit ziet alsof ze met wratten bedekt zijn en, net als padden, kleine sprongetjes maken tijdens het voortbewegen. 

## Leefwijze
De meeste soorten leven in de buurt van de oever van stilstaande waterplassen of stroompjes waar ze jagen op kleine insecten. De prooi wordt besprongen en vastgehouden met aangepaste voorpoten waarna ze via de steeksnuit worden leeggezogen. De eitjes worden in het zand gelegd en zodra de nimfen uitkomen bedekken ze zichzelf met zandkorrels, zodat ze zeer moeilijk waar te nemen zijn. 

## Verspreiding
Soorten uit de familie komen voor in Canada, Noord- en Zuid-Amerika, tropisch Afrika en Australië.

## Taxonomie
De familie bevat de volgende geslachten:

- Onderfamilie Gelastocorinae Kirkaldy
  - Gelastocoris Kirkaldy, 1897
  - Montandonius Melin, 1929
- Onderfamilie Nerthrinae Kirkaldy, 1906
  - †Cratonerthra Martins-Neto, 2005
  - Nerthra Say, 1832

Het genus Cratonerthra betreft een uitgestorven geslacht, gevonden in barnsteen uit het Cenomanien.  